# Cyrtodactylus spinosus
Cyrtodactylus spinosus es una especie de gecos de la familia Gekkonidae.

## Distribución geográfica
Es endémica del centro de la isla de Célebes (Indonesia).